# الغزو المغولي لروس
الغزو المغولي لروسيا هو بدء قبائل المغول بزعامة باتو خان أحد أحفاد جنكيز خان سنة 1237 بغزو روسيا بجيش مكون من نحو 150 ألف إلى 200 ألف مقاتل، فاكتسح معظم المدن الروسية وخربها باستثناء نوفغورود. كما غزت القبيلة الذهبية التابعة لإمبراطورية المغول في القرن الثالث عشر كييف ودمرتها،  ثم توسع المغول غرباً في أراضي أوروبا الشرقية. واستوطنوا السهوب الواقعة شمال بحر الخزر (قزوين)، واتخذوا مدينة سراي باتو عاصمة لهم، ثم عرفت تلك القبائل باسم التتر أو التتار.
ظلت الإمارات الروسية على مدى 3 قرون، أي من القرن الثالث عشر حتى القرن الخامس عشر تعتمد سياسيا وماليا على الحكام المغول التتار وخلفهم من امراء القبيلة الذهبية. وقد اطلقت على هذه الحقبة التاريخية تسمية النير المغولي التتاري الذي وقع نتيجة للغزو المغولي لروسيا القديمة اعوام 1237 – 1241 والذي استمر على مدى العقدين. وظل النير المغولي في إمارات شمال شرق روسيا حتى عام 1480. اما بعض الإمارات الروسية الغربية فتحررت من النير قبل ذلك نتيجة انضمامها إلى كل من دوقية ليتوانيا العظمى وبولندا. وقد ظهر هذا المفهوم في القرنين الخامس عشر والسادس عشر ببولندا وادبياتها التاريخية. ومن المعتقد ان هذا المصطلح يعود إلى ماتفي ميخوفسكي البروفيسور في جامعة كراكوف البولندية 

## خلفية
على خلاف دول آسيا الوسطى والمنطقة الواقعة شمالي بحر قزوين والبحر الأسود فان المغول التتار رفضوا ضم الأراضي الروسية إلى امبراطوريتهم وتشكيل إدارة دائمة فيها. وتجلى اعتماد روسيا على الأمراء المنغول التتار أساسا في دفع اتاوة. واطلقت الاسفار الروسية على الغزاة الاجانب الذين اتوا من جهة جنوب الشرق تسمية المغول التتار بحسب رأي بعض المؤرخين لان إحدى القبائل المغولية اسمت نفسها التتار. وتقول الفرضية الأخرى ان تسمية المغول التتار مرتبطة بوجود عدد كبير من الجنود ذوي اصل تتاري تركي في الجيش المغولى الغازي.
حتى في نهاية القرن التاسع عشر ومطلع القرن العشرين كانت الشعوب الكثيرة الناطقة باللغة التركية تدعى بالتتار. وعلى سبيل المثال فان الاذريين كانوا يدعون بتتار جنوب القوقاز. أما البلقار وقره تشاي فدعيا بتتار الجبال. ودعي شعب الخكاس بتتار اباكان. ولا تستخدم الشعوب التركية الاصل حاليا هذه التسمية الاثنية ما عدا تتار قازان الذين يقطنون جمهورية تتارستان الروسية وتتار القرم الذين يقطنون شبه جزيرة القرم في روسيا الاتحادية.
وقد قامت جيوش جنكيز خان الذي أعلن نفسه حاكما للدنيا خلال عشرين سنة باجتياح الصين الشمالية وعاصمتها بيكين وغزت إيران الشمالية وضمت دول آسيا الوسطى إلى إمبراطورية المغول. ثم غزا المغول منطقة ما وراء القوقاز وزحفوا نحو الأراضي الروسية.

## الحملات العسكرية المغولية في روسيا وأوروبا
ارسل الخان المعظم أول بعثة عسكرية إلى روسيا عام 1221. وترأسها القائد سوبيديه الذي ألحق عام 1223 هزيمة بالجيش المتألف من الروس وجيرانهم الرحل بولوفتسه. واسفرت الحملة عن ضم شعب بولوفتسه إلى الامبراطورية المغولية وواجتياح المناطق الروسية الجنوبية المتاخمة لاراضيه. وبعد ورود نبأ قدوم الجيش الروسي من مدينة فلاديمير رجع الجيش المغولى إلى نهر الفولغا حيث انهزم على ايدي شعب بلغار الفولغا، واضطر إلى العودة إلى آسيا الوسطى. اقتربت الامبراطورية المغولية المتسعة في منتصف ثلاثينات القرن الثالث عشر من حدود الإمارات الروسية التي كانت تواجه آنذاك ازمة التشتت السياسي والتي تجلت في عجزها عن تشكيل دولة موحدة.

## غزو باتو خان
وبدأت الحملة المغولية العسكرية عام 1236 حين دحر حفيد جنكيزخان القائد المغولي باتيه دولة البلغار على نهر الفولغا. ثم توجهت جحافل المغول لتغزو امارات ريازان الروسية. ولم تكن الإمارات الروسية تمد يد المساعدة بعضها للبعض في وجه الاحتلال المغولي، الامر الذي تسبب في حرق ريازان وسقوط مدينة فلاديمير ونهب موسكو. واجتاح الجيش المغولي اراضي امارة فلاديمير وسوزداتل وقتل عددا كبيرا من السكان وحرق الكثير منهم احياء واسر من تبقى منهم. في عام 1238 توجه الغزاة المغول إلى الشمال ليغزوا امارة نوفغورود. لكن المقاومة الشديدة لاهالي المدن الروسية وظروف الطقس اجبرتهم إلى العودة. وتروي الاسفار قصة شجاعة وصمود اهالي مدينة كوزيلسك الروسية الصغيرة التي كانت تواجه حصار المغول خلال شهرين. وامر باتيه بتدمير المدينة وقتل اهاليها.
شهد عام 1239 سقوط مدينتي موروم وكوروخوفيتس وفي عام 1240 استولى المغول على مدينة كييف، ثم اجتاحوا إمارات غاليس وفولين ودخلوا بولندا والمجر وتشيكيا ومورافيا وانهوا الحملة باجتياح كرواتيا ودالماتسيا. ويرى المؤرخون ان مقاومة الشعب الروسي استنزفت قوة الغزاة وحالت دون تقدم الجحافل المغولية إلى عمق أوروبا وانقذت بذلك الشعوب الأوروبية من النير المغولي. توقف الجيش المغولي العائد من أوروبا في السهوب الواقعة بالقرب من البحر الأسود وبحر قزوين حيث انشأت فيما بعد دولة أطلق عليها الاورطة الذهبية أو امارة خان جوتشي الابن الأكبر لجنكيز خان الذي كان اعقابه يحكمون في تلك الدولة على مدى 3 قرون. في عام 1243 وصل إلى الاورطة الذهبية أمير كييف ياروسلاف ابن الكسندر نيفسكي الذي منحه المغول ترخيصا بالحكم في امارته. وكان ياروسلاف أول أمير روسي حصل على مثل هذا الترخيص من يد خان مغولي.

## بدء النير المغولي ومقاومته
بعد الغزو التتاري المغولي لروسيا صارت البلاد تعتمد على الاورطة الذهبية. وقد انشئ نظام يجعل كل أمير روسي يحضر إلى الاورطة للحصول على الترخيص بالحكم في امارته. وصار الأمراء ينافسون بعضهم البعض لتتاح لهم فرصة المثول امام حاكم مغولي ليمنحهم الترخيص المهين بالحكم فقد كانت عواقب الغزو المغولي شاقة بالنسبة إلى روسيا. وتجلى ذلك قبل كل شيء في تقليص عدد سكان البلاد نتيجة قتلهم واسرهم وتحويلهم إلى العبيد. وتم تدمير الكثير من المدن ولم يبق في كييف الا 200 منزل. وتم اجتياح 50 مدينة من 74 مدينة روسية. ولم تتمكن 14 مدينة ضمن هذا العدد من الانتعاش. اما 15 مدينة منها فتحولت إلى قرى صغيرة. قام الخان كيتات قريب الخان المعظم بإحصاء السكان الروس في اعوام 1257 – 1259 بغية تنظيم استغلال الأراضي الروسية عن طريق فرض الضرائب الشاقة عليها. وقد فرضت الاتاوات على كافة فئات المجتمع الروسي باستثناء رجال الدين الذين استعان المغول بهم لتعزيز سلطتهم. وتسببت ضرورة دفع الاتاوات الوفيرة للاورطة الذهبية في استنزاف اقتصاد روسيا وحالت دون تطور علاقات السلع النقدية فيها.
ادت سياسة القبيلة الذهبي تجاه الإمارات الروسية إلى اشتداد المقاومة الشعبية. وقد حدث في عام 1257 حملة رفض شعبية واسعة في إمارة نوڤگورود حيث تخلى اهاليها عن دفع الإتاوة للمغول. لكن الأمير ألكسندر نفسكي الذي ادرك استحالة العصيان في تلك الظروف القاسية استطاع من تهدئة الشعب واقناعه بعدم الاصطدام مع القبيلة الذهبية. في اواخر الخمسينات ومطلع الستينات للقرن الثالث عشر قام التجار المسلمون الذين أطلق عليهم السكان تسمية «البوسرمان» بجمع الاتاوات في الإمارات الروسية، وهم يشترون الحق بذلك لدى الخان المغولي. لكن معظم الأموال كانت ترجع على كل حال إلى خزينة الخان المعظم.

## انكماش النير وسقوطه
شهد عام 1262 انتفاضات شعبية في كافة المدن الكبرى في الأراضي الروسية، وقبل كل شيء في روستوف وسوزدال وياروسلافل واوستيوغ العظيمة وفلاديمير التي قام اهاليها بطرد «البوسرمان». وصادف هذا الحدث الانفصال النهائي للاورطة الذهبية عن الامبراطورية المغولية. وقد منح حكام الاورطة الذين اخافتهم حركة المقاومة الشعبية الأمراء الروس حق جني وقاموا باستدعاء «البوسرمان» من المدن الروسية. كما اجبرت المقاومة الشعبية الواسعة النطاق الاورطة الذهبية على اللجوء إلى فرض قيود على الاتاوات. لكن الغزوات الكاسحة من جانب الاورطة استمرت وكانت تشن على الإمارات الروسية من حين إلى آخر وذلك لاثبات وجود النير المغولي في روسيا.
إلا أن الصراع في سبيل استعادة الاستقلال لم يتوقف. وصار الأمراء الروس منذ منتصف القرن الرابع عشر لا ينفذون توجيهات واردة من الاورطة الذهبية في حال لم تدعم تلك التوجيهات بالقوة العسكرية. ولم يوافق أمير موسكو دميتري دونسكى على منح تراخيص الحكم من حكام الاورطة لمنافسيه واستولى على امارة فلاديمير، ثم دحر عام 1380 في موقعة كوليكوفو الجيش التتاري الذي ترأسه الخان ماماي المدعوم بلتوانيا مدينة جنوه. وأصبحت تلك الموقعة نقطة انعطاف في التاريخ الروسي حيث الحقت ضربة ساحقة بهيمنة الاورطة السياسية والعسكرية. واكدت تلك المعركة دور امارة موسكو بصفتها منظما ومركزا لدمج الأراضي الروسية.
وكان للكنيسة الروسية الأرثوذكسية دور هام في تحقيق الوحدة الروسية. ويجدر هنا ذكر القديس سيرغي رادونيجسكي الذي دعا الأمراء الروس إلى الوحدة في مواجهة العدو المشترك بمعركة كوليكوفو. وقام القديس سيرغي بمباركة الأمير دميتري قبل وقوع المعركة، واوفد الراهبيْن العملاقيْن روديون اوسليابيا وألكسندر بيريسفيت لمساعدته. وقد جسد الفنان الروسي فيكتور فاسنيتسوف مبارزة بين العملاقين الروسي والتتاري بيريسفيت وتشيلوبيه. ويمكن الاطلاع على نسخة من تلك اللوحة الفنية في متحف «قصر عابدين» بالقاهرة.
أصبح النصر في موقعة كوليكوفو مرحلة حاسمة وليست أخيرة في صراع روسيا ضد النير المغولي. وبعد وقوع تلك المعركة بعامين، أي عام 1382 عاد الخان توختاميش إلى موسكو ليجتاحها. واضطرت روسيا مجددا إلى دفع الإتاوة إلى القبيلة الذهبية. لكن أمير موسكو فاسيلي الأول انتزع الحق بالحكم في الامارة دون أن يطلبه من الخان. وصار اعتماد روسيا على التتار في هذا الزمان يحمل طابعا شكليا. كما تم دفع الاتاوات بشكل غير منتظم. وصار الأمراء الروس في جملتهم يمارسون سياسة مستقلة عن الاورطة. وباءت محاولات الخان يديغيه باستعادة سيطرته على روسيا بالفشل. كما انه فشل في الاستيلاء على موسكو عام 1408. ثم دخلت الاورطة مرحلة الفتن. شهدت الأراضي الروسية في منتصف القرن الخامس عشر عدة حملات عسكرية تتارية. لكنها عجزت عن استعادة الحكم المغولى التتاري في روسيا. اما دمج الإمارات الروسية من قبل امارة موسكو فهيأ الظروف الملائمة للقضاء على اعتماد روسيا على التتار بشكل تام. وقد تخلى أمير موسكو المعظم ايفان الثالث عام 1476 عن دفع الإتاوة للخان. فحاول خان الاورطة الكبير احمد تنظيم الحملة العسكرية ضد موسكو. لكنه فشل فيها. وبذلك انتهى النير المغولي التتاري في روسيا.

## خلفاء القبيلة الذهبي
أما القبيلة الذهبي التي تحولت عام 1312 إلى دولة إسلامية فكانت تواجه فتنا كثيرة ثم تعرضت للغزو من قبل جيش تيمورلنك. وانتهى كيان القبيلة عمليا في القرن الخامس عشر حين تشتتت إلى خانيات قازان وأستراخان والقرم وسيبريا، وكذلك قبيل نوكاي، وجميعهم في أوقات لاحقة هزمته الامبراطورية الروسية وضمته.